# Collette McCallum
Collette Gardiner, née le 26 mars 1986 à Rutherglen en Écosse, est une footballeuse australienne à la retraite, qui a joué comme milieu de terrain lors de plus de 80 sélections avec l'équipe nationale australienne.

## Biographie

### Carrière de joueuse
Née en Écosse, Colette McCallum émigre en Australie avec sa famille à l'âge de quatre ans,. En 2008, elle joue pour les Blues de Pali en W-League américaine. Après son premier match avec les Blues, elle est sélectionnée dans l'équipe de la semaine de la W-League après avoir marqué deux buts contre Ventura County Fusion (en). Son équipe remporte le championnat cette saison-là.
En 2009, la joueuse rejoint le Sky Blue FC dans le nouveau championnat féminin aux États-Unis. Le club remporte le championnat à l'issue des play-offs.

#### Carrière internationale
Colette McCallum compte 81 sélections avec les Matildas. À la suite des départs à la retraite de Cheryl Salisbury (en) et de Joanne Peters (en) en février 2010, elle est nommée vice-capitaine de l'équipe.
Colette McCallum joue à 19 reprises avec les Young Matildas (en) et est nommée dans l'All-Star Team de la Coupe du monde féminine de football des moins de 20 ans de 2006.

### Carrière d'entraîneure
En 2015, elle est recrutée comme entraîneure adjointe de l'équipe féminine de Perth Glory (en), en collaboration avec l'entraîneur principal Bobby Despotovski.

## Statistiques

### Buts internationaux
| N° | Date              | Lieu                                                        | Adversaire       | Score | Résultat | Compétition                                     |
| -- | ----------------- | ----------------------------------------------------------- | ---------------- | ----- | -------- | ----------------------------------------------- |
| 1  | 23 février 2007   | Stade de football Zhongshan (en) à Taipei à Taïwan          | Ouzbékistan      | 8–0   | 10–0     | Qualifications pour les Jeux olympiques de 2008 |
| 2  | 23 février 2007   | Stade de football Zhongshan (en) à Taipei à Taïwan          | Ouzbékistan      | 10–0  |          | Qualifications pour les Jeux olympiques de 2008 |
| 3  | 7 avril 2007      | BCU International Stadium à Coffs Harbour en Australie      | Hong Kong        | 3–0   | 15–0     | Qualifications pour les Jeux olympiques de 2008 |
| 4  | 7 avril 2007      | BCU International Stadium à Coffs Harbour en Australie      | Hong Kong        | 6–0   | 15–0     | Qualifications pour les Jeux olympiques de 2008 |
| 5  | 7 avril 2007      | BCU International Stadium à Coffs Harbour en Australie      | Hong Kong        | 8–0   | 15–0     | Qualifications pour les Jeux olympiques de 2008 |
| 6  | 19 août 2007      | Centre olympique de Tianjin à Tianjin en Chine              | Chine            | 3–0   | 3–1      | Match amical                                    |
| 7  | 20 septembre 2007 | Stade du centre sportif de Chengdu à Chengdu en Chine       | Canada           | 1–1   | 2–2      | Coupe du monde féminine de football 2007        |
| 8  | 5 mars 2008       | Sunshine Coast Stadium en Sunshine Coast en Australie       | Nouvelle-Zélande | 1–0   | 4–2      | Match amical                                    |
| 9  | 7 février 2009    | Canberra Stadium à Canberra en Australie                    | Italie           | 1–4   | 1–5      | Match amical                                    |
| 10 | 17 octobre 2010   | Stade de la Coupe du monde de Suwon à Suwon en Corée du Sud | Mexique          | 1–0   | 3–1      | Coupe de la Reine de la paix 2010 (en)          |
| 11 | 15 mai 2011       | Bluetongue Stadium à Gosford en Australie                   | Nouvelle-Zélande | 2–1   | 2–1      | Match amical                                    |
| 12 | 23 juin 2011      | Borussia-Park à Mönchengladbach en Allemagne                | Angleterre       | 1–0   | 2–0      | Match amical                                    |
| 13 | 23 juin 2011      | Borussia-Park à Mönchengladbach en Allemagne                | Angleterre       | 2–0   | 2–0      | Match amical                                    |

## Palmarès

### En club
- Pali Blues
  - USL W-League: 2008
- Sky Blue FC
  - Women's Professional Soccer: 2009
- Perth Glory (en)
  - W-League Premiership: 2014

### En sélection
- Australie
  - Coupe d'Asie féminine de football: 2010
  - Championnat d'Océanie féminin de football des moins de 20 ans: 2002